# Moa Fredriksson
Moa Amanda Fredriksson (født 17. december 1991) er en svensk håndboldspiller, som spiller i Storhamar HE.